# La Noguera (Avià)
La Noguera és una masia que hi ha al voltant del Molí del Castell, al municipi d'Avià, al Baix Berguedà. Està inventariada com a patrimoni immoble pel mapa de patrimoni de la Generalitat de Catalunya amb el número 2994 (any 1983) i en el mapa de patrimoni de la Diputació de Barcelona té el número d'element patrimonial 08011/93. La Noguera és un edifici que té un ús residencial i és de titularitat privada. Té un estat de conservació regular i no està protegit legalment.

## Situació geogràfica
La Noguera és una masia que està situada a la carretera entre Graugés i el Molí del Castell, molt a prop d'aquest últim. A més a més, altres masies veïnes són L'Horta, Cal Coix, Casancamp Vell i la Casanova del Prat.

## Descripció i característiques
La Noguera és una masia orientada cap a migdia que està formada per dues cases adossades. És una obra senzilla, sense obertures laterals estructurada en planta baixa i pis feta de maó coberta a dues aigües amb teula àrab. Hi ha algunes construccions adossades d'una sola planta coberta amb fibrociment (uralita). Les obertures són de llinda, amb llindes de fusta. El cos de la zona dreta està fet de maó vist i té un assecador o pallissa.
Les dues cases que conformen la Noguera van ser construïdes per a masovers. Entre els diferents materials amb què s'ha construït la casa hi destaquen la tàpia i el maó. La teulada té un carener perpendicular a la façana de les cases que està orientada a migdia.

## Història
La casa de la Noguera es va construir com una de les masoveries de Cal Castanyer a mitjans del Segle XIX. El primer document en què surt és el Registro de las Casas de Campo de 1856 que es conserva a l'Arxiu Comarcal del Berguedà. El seu amo era el propietari de Cal Castanyer, de L'Horta i del Pou.